# Fox Sports (Argentina)
Fox Sports es un canal de televisión por suscripción deportivo argentino de origen estadounidense. Fue lanzado en 1995 como un bloque deportivo en la variante latinoamericana del canal FOX, en donde ofrecía los más destacados partidos de la NFL hasta 1996, cuando la cadena compró el canal deportivo Prime Deportiva para relanzarlo como Fox Sports Américas y posteriormente a Fox Sports en 1999.
El canal era propiedad de Fox Networks Group y tras la venta en 2019, pasó a ser propiedad de The Walt Disney Company Latin America y era operada por Disney Media Networks Latin America, en virtud de un acuerdo de licencia de marca con Fox Broadcasting Company, sin embargo, la Comisión Nacional de Defensa de la Competencia dictaminó que estos canales no podrían formar parte de la venta debido a que de realizarse, se crearía un monopolio que afectaría al mercado. Finalmente, el 27 de abril de 2022, los activos se vendieron a la firma española Mediapro.

## Historia

### Inicios y Buenos Aires como sede de transmisión de Cono Sur
El canal originalmente fue lanzado por Liberty Media en 1996 bajo el nombre Prime Deportiva. Antes de su lanzamiento, el 31 de octubre de 1995, News Corporation adquirió el 50 % de acciones del grupo Prime Network, propiedad de Liberty Media, así como sus canales internacionales (como Premier Sports y Prime Sports Asia) como parte de la expansión de las operaciones de Fox Sports en las Américas.
En 2009, News Corporation lanzó un segundo canal llamado Fox Sports+ para la transmisión de partidos de fútbol en vivo al mismo tiempo con Fox Sports. En 2012, Fox Sports+ fue renombrado como Fox Sports 2, mientras que Speed Channel fue relanzado como Fox Sports 3.
En enero de 2015, el canal cambia su relación de aspecto de 4:3 a 16:9 en todas sus señales en definición estándar (SD) y empieza a emitir toda su programación en formato panorámico.
El 21 de agosto de 2017, a partir de las 7:00am, Fox lanzó un nuevo canal que en ese momento era llamado Fox Sports Premium (Hoy ESPN Premium), que transmitió las repeticiones de los partidos del Campeonato de Primera División 2016-17 hasta el 25 de agosto de 2017, fecha en la que comenzó la Superliga 2017-18, en un acuerdo con TNT Sports para compartir los derechos del Fútbol Argentino.

### Venta de Fox a Disney: Venta obligada de Fox Sports y la compra por Mediapro
Debido a la venta de 21st Century Fox a The Walt Disney Company en 2019, Disney adquirió prácticamente todos los activos de la compañía, incluyendo los canales internacionales de Fox Sports.
El 16 de octubre de 2020, la AFA rompió el contrato de la televisación del Fútbol Argentino por la adquisición de 21st Century Fox por parte de Disney, quedando a Turner como única empresa en la transmisión prémium y dejando abierta la posibilidad de que la Televisión Pública transmitiera partidos sin costo adicional. Sin embargo, la AFA dio marcha atrás con esta medida y el 29 de enero de 2021, The Walt Disney Company firmó un nuevo contrato con AFA y la Liga Profesional de Fútbol hasta el año 2030 para los derechos de televisación, permitiendo que su canal hermano ESPN transmita para Argentina 2 partidos por fecha, estos mismos también son transmitidos tras éste acuerdo por Televisión Pública, dando nacimiento al nuevo programa público Fútbol ATP. Muchos de estos partidos se emiten para el exterior de Argentina por ESPN.
El 1 de diciembre de 2021, Fox Sports en Centroamérica y Sudamérica, exceptuando Argentina, fue reemplazado por ESPN 4, mientras que Fox Sports 2, Fox Sports 3 y Fox Sports Premium se mantuvieron al aire en Argentina debido a que la adquisición de Disney a Fox aún no fue aprobada por los entes reguladores de dicho país.
El 18 de enero de 2022, la Comisión Nacional de Defensa de la Competencia condicionó la adquisición de Fox por parte de Disney. El gobierno había impuesto restaurar la competencia efectiva en el mercado de comercialización de las señales deportivas básicas, y desinvertir los denominados «contenidos fundamentales» únicamente en Argentina. Para acelerar el proceso, la CNDC ordenó que en el transcurso Disney pusiera a disposición la retransmisión, de manera no exclusiva, de los partidos de Boca Juniors o River Plate en las señales de televisión abierta. Disney presentó un proyecto de desinversión ante el ente en el que acordaba ceder la señal Fox Sports Argentina y sus respectivas filiales (Fox Sports 2 y Fox Sports 3) junto con algunos de los denominados «contenidos fundamentales» a la empresa española Mediapro. Aún restaba la aprobación de la transacción por parte del ente regulador; sin embargo, esto frustró la posible transmisión de los partidos de la liga argentina por los medios públicos.
Finalmente, tras un largo proceso de venta el 27 de abril de 2022 el gobierno argentino dio el visto bueno y la venta pudo concretarse convirtiéndose así, Mediapro, en la nueva dueña tanto de la señal como de la mayoría de los denominados «contenidos fundamentales» anteriormente pactados. Adicionalmente, esta venta hizo que la fusión Fox-Disney fuera finalmente aprobada en el país, lo cual era el principal objetivo de Disney.
Debido a que Disney cedió la mayoría de los denominados «contenidos fundamentales» (cumpliendo así con uno de los dictámenes impuestos por la CNDC), la empresa se quedó con los derechos del fútbol argentino que previamente le pertenecían a Fox, y también con la señal de Fox Sports Premium. Debido a esto, y a que Disney ya no poseía los derechos de la marca Fox Sports, el 1 de mayo de 2022, Fox Sports Premium fue renombrado a ESPN Premium para reflejar este cambio.

### Mediapro comienza a gestionar Fox Sports
Desde el 1 de agosto de 2022, Mediapro opera las 3 señales de Fox Sports Argentina. El 3 de agosto, Fox Sports estrena nuevo rebranding, con nueva imagen y eslogan en sus tres canales.
Finalmente el 6 de febrero de 2023 comenzó un nuevo Fox Sports de la mano de Mediapro y en esta nueva etapa la señal deportiva contará con una renovada identidad gráfica, un nuevo equipo periodístico y una programación segmentada con programas propios en vivo, donde Fox Sports estará dedicado principalmente a los deportes más tradicionales para el público argentino, Fox Sports 2 a disciplinas no tan populares, más de nicho urbano y Fox Sports 3 adquirirá una orientación más cercana a los jóvenes, con competencias de e-Sports, el streaming y la cultura de las redes sociales.

## Canales

### Fox Sports
En la actualidad transmite los principales shows de la señal: La Vuelta, La Zona Central, La Zona, Fox Sports Radio, Moving Fast y Telemétrico.
Además, transmite la CONMEBOL Libertadores, los partidos más destacados de la UEFA Champions League y un partido por fecha del English Football League Championship, Brasileirao, Jupiler Pro League, Superliga Turca y la Scottish Premiership.
También cuenta con las emisiones de Boxeo (Premier Boxing Champions y Full Box), la Fórmula 1 y la Serie Mundial de Rugby 7.

### Fox Sports 2
Nace en 2009 con el nombre de Fox Sports+ para poder transmitir partidos de la UEFA Champions League, UEFA Europa League, entre otros eventos. La señal Norte de Fox Sports+ comenzó sus transmisiones como un canal de transmisión ininterrumpida, en contraste con la Señal Sur. A partir del 5 de noviembre de 2012 este canal pasó a llamarse Fox Sports 2 como un canal de programación ininterrumpida.
En la actualidad emite los programas XtraFit, La Jugada Perfecta, Moving, Fuera de Eje by Las Leñas, además de series del catálogo del Grupo Mediapro. La cobertura deportiva se centra en deportes ajenos al futbol tales como la UFC, Liga ACB, ATP 250 de Córdoba, Copa Hopman, Fútbol Americano de la NFL (incluido los estelares Thursday Night Football) y el Béisbol de las Grandes Ligas. También transmite algunos partidos de la CONMEBOL Libertadores y la UEFA Champions League como pantalla alternativa.

### Fox Sports 3
Señal para toda Argentina que está disponible desde el 5 de noviembre de 2012, con fuerte de presencia de contenido relacionado con los e-Sports y el Gaming. Emite en simulcast con Twitch el programa La Croqueta y un bloque de contenidos de e-Sports y Gaming de Ubeat.
Transmite las veladas de WWE, Big 3, Fútbol Americano de la NFL y el Béisbol de Grandes Ligas. También emite algunos partidos de la CONMEBOL Libertadores y la UEFA Champions League.